# Amelesàgores
Amelesàgores (en llatí Amelesagoras, en grec antic Ἀμελησαγόρας) o també Melesàgores (Melesagoras, Μελησαλόρας) fou un historiador grec suposadament nascut a Calcedònia.
De les seves obres se'n va aprofitar l'historiador Eudem, segons Climent d'Alexandria. És probablement el mateix historiador de qui Màxim de Tir diu que era originari d'Eleusis, i Antígon de Carist diu que era d'Atenes. Va escriure una obra sobre l'Àtica. Vossius l'inclou en la seva Historia Graeca.